# 曹希仁
曹希仁（1945年6月—），男，江苏无锡人，中国控制理论与控制工程专家，香港科技大学电子及电机工程系荣休教授。主要从事离散事件动态系统、随机学习与优化理论研究。

## 生平
1967年毕业于中国科学技术大学近代物理系，分配至湖北省大冶县的一个钢铁厂担任电工。1978年研究生考入中国科学技术大学控制理论研究专业。1980年赴美国哈佛大学读研究生，师从何毓琦教授。1984年获得美国哈佛大学应用数学博士学位。1986年至1993年在美国数字设备公司担任主管和咨询工程师。1993年起任香港科技大学教授，1999年起任该校网络研究中心主任，2005年成为电子与计算机工程系首批讲座教授。1996年当选IEEE Fellow。2008年当选IFAC Fellow。2006年受聘为江南大学客座教授。2010年7月受聘为上海交通大学讲席教授。
曹希仁在离散事件系统摄动分析和随机系统基于灵敏度的优化等领域作了开创性和奠基性的工作，是离散事件系统摄动分析的共同创始人。

## 出版物
- 曹希仁. . 北京: 清华大学出版社. 2011. ISBN 9787302242925.